# Cerbalus aravaensis
Cerbalus aravaensis – gatunek dużego pająka z rodziny spachaczowatych (Sparassidae) występującego na Bliskim Wschodzie. Rozpiętość odnóży przedstawicieli gatunku sięgać może 14 centymetrów.
Został opisany w 2007 roku przez Levy'ego.